# St Bees Lighthouse
Das St Bees Lighthouse ist ein Leuchtturm in Cumbria, England. Der Leuchtturm steht auf der Landzunge des St Bees Head südlich von Whitehaven und nördlich des Ortes St Bees und markiert das südliche Ende des Solway Firth. 

## Geschichte
Das englische Parlament erteilte der Leuchtfeuerwaltung von Trinity House 1718 die Erlaubnis, einen Leuchtturm am St Bees Head zu errichten. Dieses Recht wurde gegen eine Gebühr von 20 £ an Thomas Lutwige für 99 Jahre verpachtet. Lutwige musste dafür auf eigene Kosten einen Leuchtturm bauen und unterhalten. Als Ausgleich erhielt er eine Gebühr von 3,5 Pence auf jede Tonne Fracht, die in den Häfen von Whitehaven, Maryport und Workington umgeschlagen wurde, denn diesen Häfen sollte das Leuchtfeuer besonders bei der Navigation Hilfe leisten.
Lutwige baute einen neun Meter hohen und fünf Meter breiten Turm, an dessen Spitze ein Kohlefeuer auf einem Rost brannte. Der Leuchtturmwärter musste für dieses Feuer die Kohle auf den Turm bringen, wofür er sieben Schilling Wochenlohn erhielt. Das Kohlenfeuer führte zu Klagen der Schiffseigner, da es bei windigem Wetter sehr unregelmäßig in der Stärke war und oft von dichtem Rauch verdeckt wurde.
Als der Turm 1822 durch ein Feuer zerstört wurde, beschloss Trinity House den letzten mit Kohle betriebenen Leuchtturm in England durch einen mit Öl betriebenen zu ersetzen. Der heute noch stehende Turm wurde nach Entwürfen von Joseph Nelson errichtet. Die heutige Lampe wurde 1866 eingebaut. Der Turm wurde 1987 auf Automatikbetrieb umgestellt.